# Банни, Руперт
Руперт Чарльз Вульстен Банни (англ. Rupert Charles Wulsten Bunny; 29 сентября 1864 ― 25 мая 1947) ― австралийский художник. Добился успеха и признания критиков, творя в Париже эпохи Fin de siècle.

## Жизнь и творчество
Руперт Банни был третьим сыном судьи Брайса Фредерика Банни и Мэри Хедвиг Доротеи Вульстен. В 1884 году переехал в Англию и поступил в Художественную школу Калдерона в Лондоне. После полутора лет учёбы отправился в Париж, чтобы продолжить обучение в мастерской Жана-Поля Лорана.
Его картина «Тритоны» выставлялась в Парижском салоне в 1890 году. Был удостоен бронзовой медали на Всемирной выставке в Париже 1900 году за свою работу «Погребение Святой Екатерины Александрийской». Французское государство приобрело тринадцать его работ для Музея в Люксембургском саду и прочих собраний искусств.
Между 1893 и 1907 годами Банни часто наведывался в колонию художников в Этапле и за этот период нарисовал несколько памятных картин: «Свет в Канше» и «Дождливая погода в Этапле» (обе на данный момент находятся в Художественной галерее Нового Южного Уэльса).
В 1902 году женился на Жанне Элоизе Морель, своей ученице и натурщице, которая часто позировала для его картин. Банни жил во Франции до 1911 года, после чего вновь вернулся в Австралию. В течение ряда лет после этого он жил попеременно во Франции и Австралии. После смерти жены в 1933 году вернулся на постоянное жительство в Австралию и поселился в городе Саут-Ярра, штат Виктория.
По словам исследователей, Банни был «великолепный колорист, блестяще эрудированный художник…, и создатель самых амбициозных картин Парижского салона, которые когда-либо были нарисованы австралийцем».

## Произведения

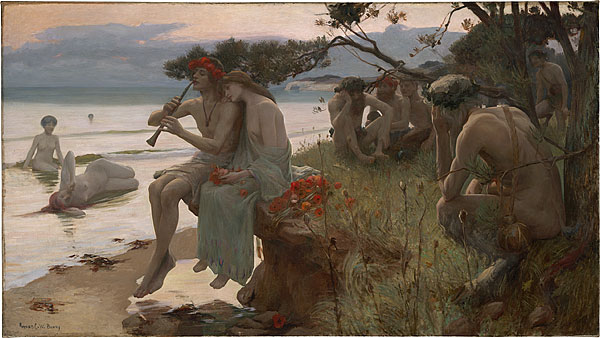
Пастораль, 1893
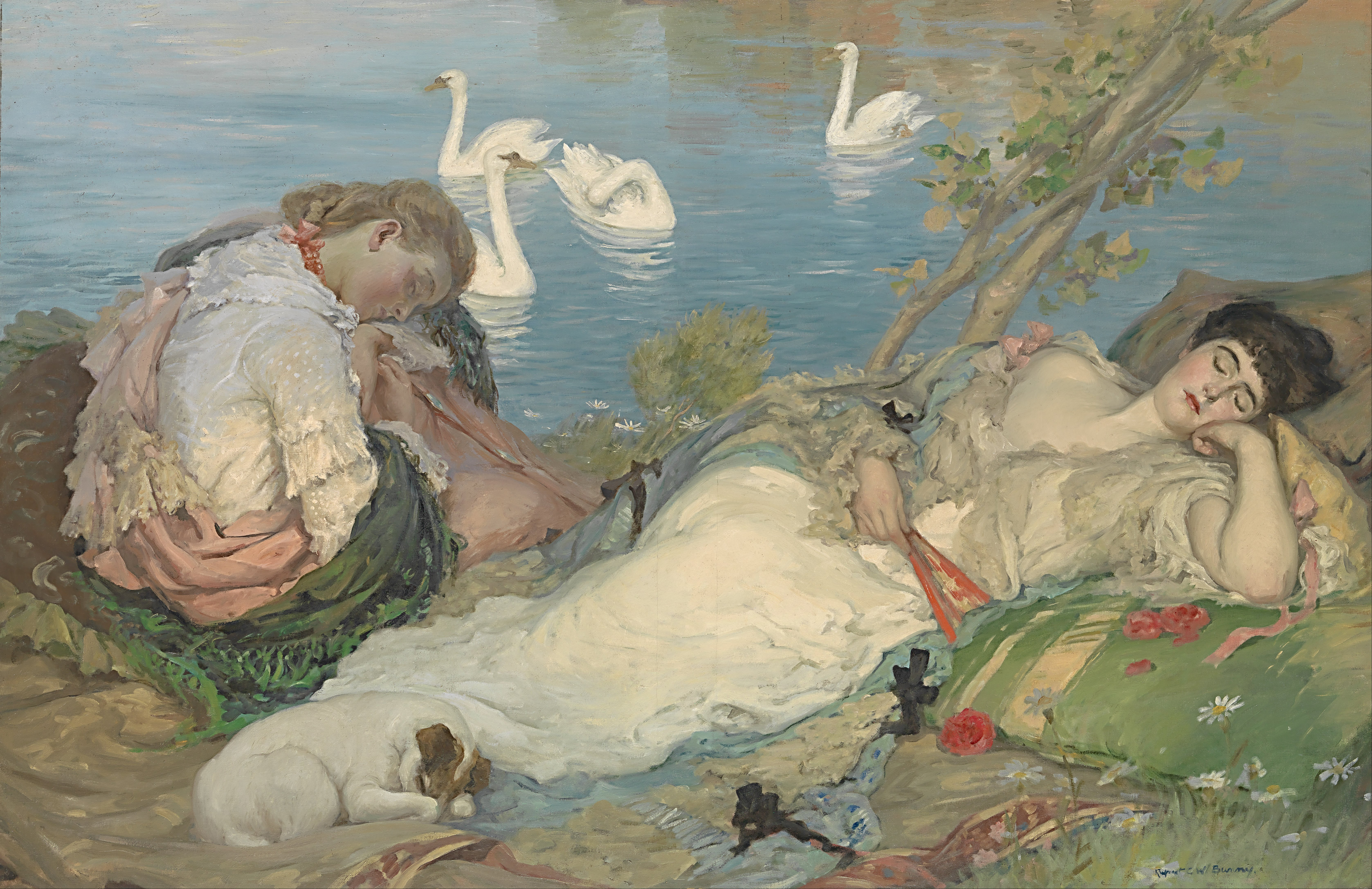
Сони, Калифорния 1904
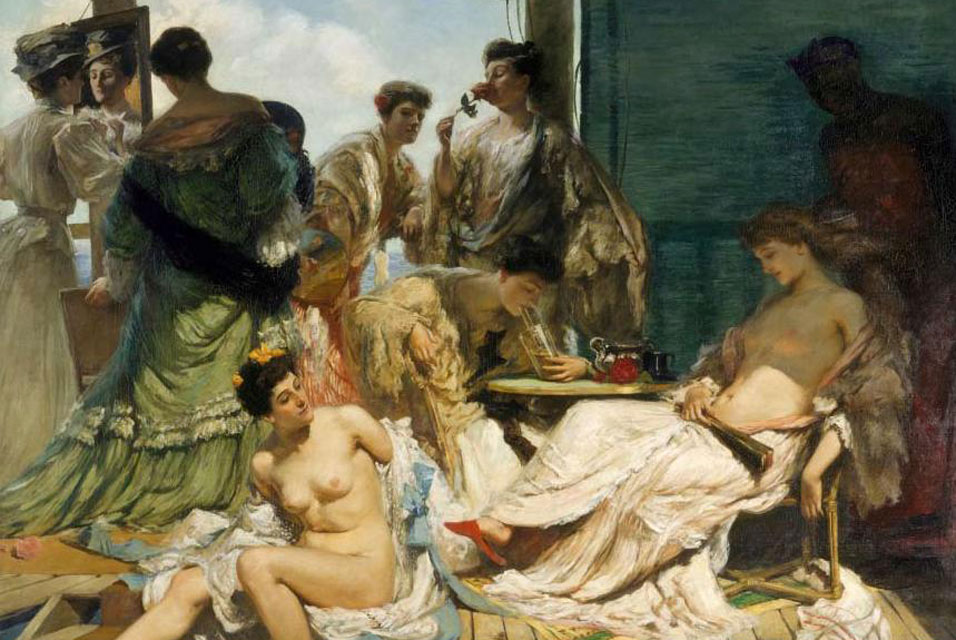
Летнее Время, 1907
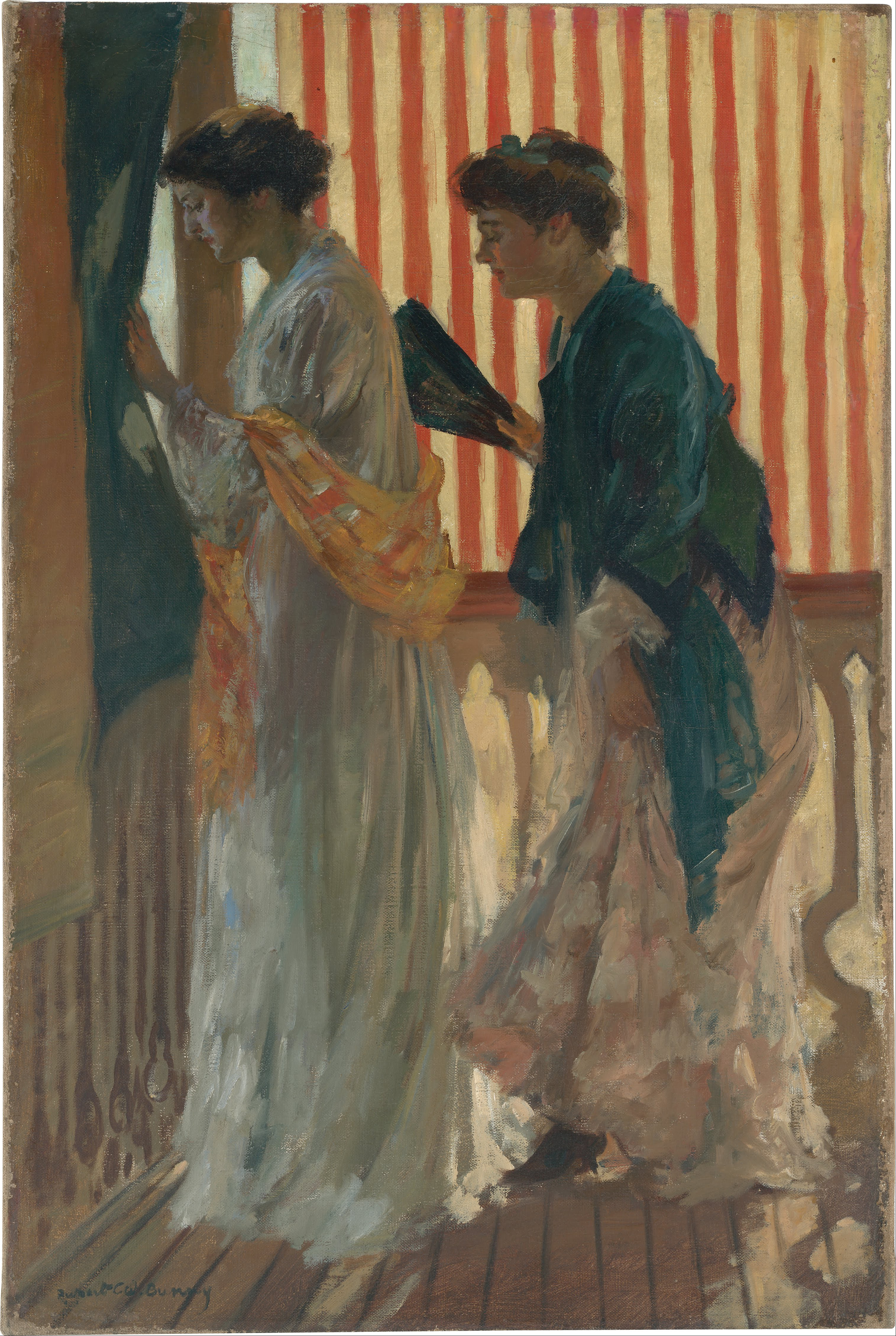
Кто идёт? Калифорния, 1908
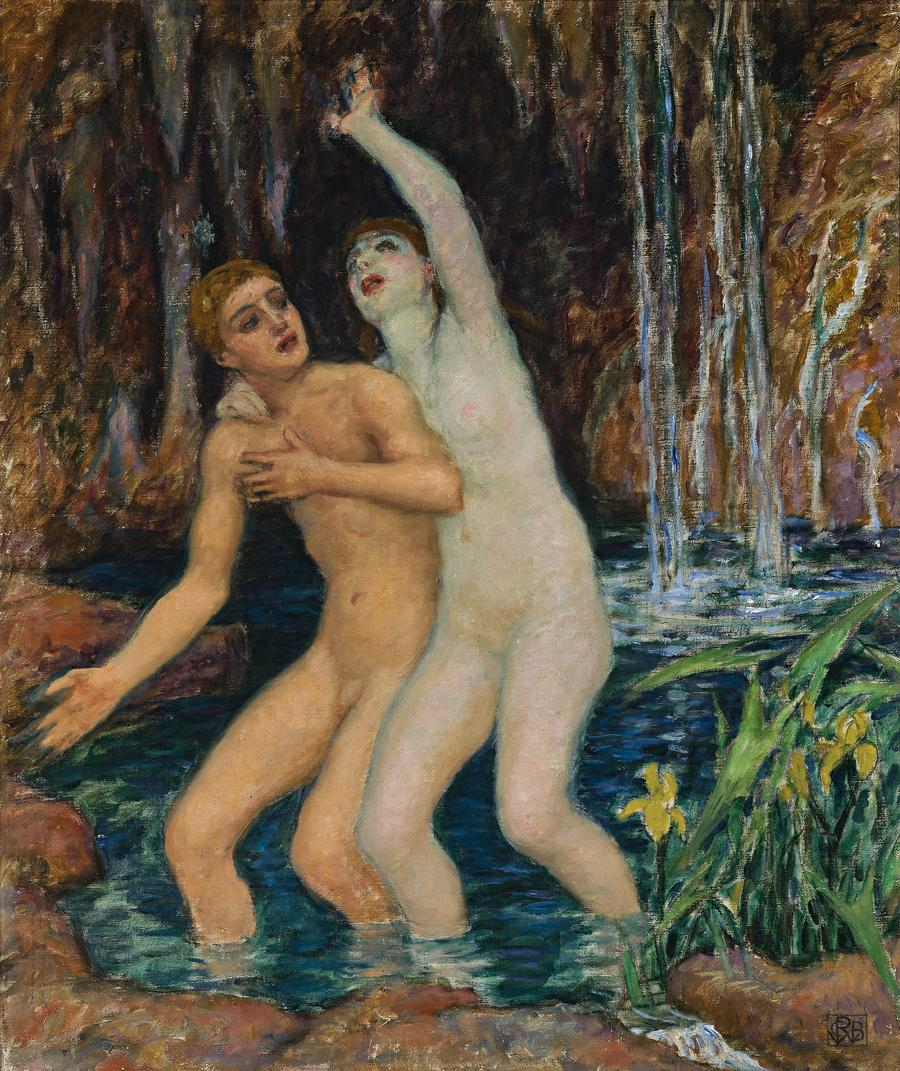
Нимфа Салмакиды, 1919